# Graphium nomius
Espèce
L'espèce Graphium nomius ou Porte-épée tacheté est un lépidoptère appartenant à la famille des Papilionidae.
- Répartition : Asie du sud-est.